# Tasträsket
Tasträsket eller Taasjärvi är en sjö i Sibbo kommun i Finland.   Den ligger i landskapet Nyland, i den södra delen av landet, 27 km nordost om huvudstaden Helsingfors. Tasträsket ligger 25 meter över havet. I omgivningarna runt Tasträsket växer i huvudsak barrskog. Arean är 18,4 hektar och strandlinjen är 2,01 kilometer lång. Sjön  ingår i Finska vikens kustområde. 